# 乌巾荡
乌巾荡是一个位于中国江苏省兴化市的湖泊，面积约为3平方千米，平均水深约为1.4米，蓄水量约为410万立方米。